# 5905 Johnson
5905 Johnson este o planetă minoră (asteroid), cu un diametru de 4,728 km, din centura de asteroizi. A fost descoperită pe 11 februarie 1989 la Observatorul Palomar de Eleanor F. Helin. 
Obiectul prezintă o orbită caracterizată de o semiaxă mare de 1,9101717 UAi, o excentricitate de 0,07, o înclinație de 27,5215 ° în raport cu ecliptica.